# Ákos Lippai
Ákos Lippai (ur. 13 czerwca 1979 w Miszkolcu) – węgierski piłkarz grający na pozycji środkowego  pomocnika w węgierskim klubie Borsod Sport Klub.